# Зірка Півдня
Зірка Південної Африки, також відомий як діамант Дадлі, — це білий діамант вагою 47,69 карата (9,538 г), знайдений пастухом Грикуа в 1869 році на березі річки Оранжева. Оригінальний камінь до огранки важив 83,5 карата (16,70 г). Знахідка цього великого алмазу спонукала шукачів алмазів приїхати в цей район, кульмінацією чого став порив у липні 1871 року на сусіднє нове алмазне родовище в Колесберг Копп'є, яке незабаром стало відомим як Нью-Раш, а пізніше — Кімберлі.
Пастух продав камінь за високу ціну в 500 овець, 10 волів і коня Шалку ван Нікерку, сусідньому фермеру, відомому тим, що в 1866 році він придбав діамант вагою 21 з чвертю карата після того, як його знайшли 15 -річного хлопчика Еразма Якобса, якого він продав за хорошу ціну.